# Podlipa (Žužemberk, Slovenija)
Podlipa je naselje u slovenskoj Općini Žužemberku. Podlipa se nalazi u pokrajini Dolenjskoj i statističkoj regiji Jugoistočnoj Sloveniji. 

## Stanovništvo
Prema popisu stanovništva iz 2002. godine naselje je imalo 44 stanovnika.